# Jörg Strübing
Jörg Strübing (* 19. September 1959 in Hamburg) ist ein deutscher Soziologe. Er lehrt an der Universität Tübingen Methoden und Methodologien der qualitativen Sozialforschung, Wissenschafts- und Technikforschung sowie pragmatistische und praxeologische Sozialtheorien. Er ist Vertreter des Forschungsstils der Grounded Theory und der Situationsanalyse. In der methodologischen Diskussion ist er unter anderem an der Entwicklung und Etablierung ansatzübergreifender Gütekriterien der qualitativen Forschung beteiligt. In der Techniksoziologie hat er maßgeblich den Begriff Webnografie geprägt, eine qualitative Forschungsmethode zur Untersuchung von kulturellen und sozialen Praktiken im Internet.

## Biografie
Jörg Strübing bestand 1978 das Abitur am Oberstufenzentrum Süderelbe und studierte von 1979 bis 1987 Soziologie, Sozialpädagogik und Erziehungswissenschaften an der Universität Kassel, wo er 1993 mit einer empirischen Studie über Arbeitsprozesse in der Softwareentwicklung promovierte. In den Jahren 1994 bis 2004 hatte Strübing Positionen als wissenschaftlicher Assistent und wissenschaftlicher Oberassistent an der FU Berlin und an der Technischen Universität Berlin inne. 2003 habilitierte er sich mit einer Arbeit über pragmatistische Perspektiven in der Techniksoziologie an der FU Berlin. Seit 2004 ist er Privatdozent an der Universität Tübingen, wo er 2007 zum außerplanmäßigen Professor für Soziologie ernannt wurde.

## Sonstige Aktivitäten
Jörg Strübing ist seit 2014 im Rat für Sozial- und Wirtschaftsdaten der Bundesregierung ([RatSWD])tätig und befasst sich dort u. a. mit Fragen der Forschungsdatenmanagements sowie mit Forschungsethik. Seit 2012 ist er Vertrauensdozent der Studienstiftung des deutschen Volkes. Seit 2019 ist er Mitglied im Konzil der Deutschen Gesellschaft für Soziologie (DGS). Strübing ist Mitglied bei den Grünen.

## Arbeitsgebiete
Strübing befasst sich vorrangig mit qualitativ-interpretativen Methoden und Methodologien der empirischen Sozialforschung, mit pragmatistischen und praxeologischen Sozialtheorien sowie der Wissenschafts- und Technikforschung.

## Veröffentlichungen
- Subjektive Leistungen im Arbeitsprozeß: Eine empirische Untersuchung von Arbeitsstilen in der Programmierarbeit Wiesbaden: Deutscher Universitäts-Verlag 1993
- Symbolischer Interaktionismus revisited: Konzepte für die Wissenschafts- und Technikforschung, in: Zeitschrift für Soziologie, 26. (1997), Heft 5, 368–386
- Just do it? Zum Konzept der Herstellung und Sicherung von Qualität in grounded theory-basierten Forschungsarbeiten Kölner Zeitschrift für Soziologie und Sozialpsychologie, 54. (2002), Heft 2, 318–342
- Grounded Theory. Zur sozialtheoretischen und epistemologischen Fundierung des Verfahrens der empirisch begründeten Theoriebildung, Wiesbaden: Springer VS 2004 (4. Aufl. 2021, ISBN 978-3-658-24424-8)
- zus. mit Bernt Schnettler(Hg.): Methodologie interpretativer Sozialforschung. Klassische Grundlagentexte Konstanz: UVK/UTB 2004
- zus. mit I.Schulz-Schaeffer, M. Meister u. J. Gläser (Hg.): 2004: Kooperation im Niemandsland. Neue Perspektiven auf Zusammenarbeit in Wissenschaft und Technik, Opladen: Leske + Budrich 2004
- Pragmatistische Wissenschafts- und Technikforschung. Theorie und Methode Frankfurt a. M.: Campus 2005
- Anselm Strauss Konstanz: UVK (Klassiker der Wissenssoziologie, 4) 2007 ISBN 978-3-896-69548-2
- Research as Pragmatic Problem-Solving. The Pragmatist Roots of Empirically-Grounded Theorizing in: Bryant, A.; Charmaz, K. (Hg.): The Sage Handbook of Grounded Theory, London: Sage 2007 S. 581–601.
- Qualitative Sozialforschung. Eine komprimierte Einführung München: Oldenbourg 2013 (3. Aufl. 2024), ISBN 978-3-11-142935-9
- zus. mit H. Kromrey u. J. Roose Empirische Sozialforschung. Modelle und Methoden der standardisierten Datenerhebung und Datenauswertung mit Annotationen aus qualitativ-interpretativer Perspektive Stuttgart: UVK/utb 2016 ISBN 978-3-8252-8681-1

- zus. mit S. Duttweiler, R. Gugutzer u. J.-H. Passoth (Hg.): Leben nach Zahlen. Self-Tracking als Optimierungsprojekt?, Bielefeld: Transcript 2016
- Where is the Meat/d? Pragmatismus und Praxistheorien als reziprokes Ergänzungsverhältnis in: Dietz, H.; Nungesser, F.; Pettenkofer, A. (Hg.): Pragmatismus und Theorien sozialer Praktiken. Vom Nutzen einer Theoriedifferenz, Frankfurt a. M, New York: Campus 2017, S. 41–75
- zus. mit S. Hirschauer, R. Ayaß, U. Krähnke, T. Scheffer Gütekriterien qualitativer Sozialforschung. Ein Diskussionsanstoß Zeitschrift für Soziologie, 47. (2018)., H. 2, S. 83–100

## Belege
1. ↑  Curriculum vitae Jörg Strübing.
2. ↑  Dr. Ulrike Baumgärtner Oberbürgermeisterin für Tübingen Unterstützerinnen. In: Homepage von Ulrike Baumgärtner. 2024, abgerufen am 9. September 2024.

| Personendaten    | Personendaten       |
| ---------------- | ------------------- |
| NAME             | Strübing, Jörg      |
| KURZBESCHREIBUNG | deutscher Soziologe |
| GEBURTSDATUM     | 19. September 1959  |
| GEBURTSORT       | Hamburg             |